# Haywardina neonympha
Haywardina neonympha är en fjärilsart som beskrevs av Felder 1867. Haywardina neonympha ingår i släktet Haywardina och familjen praktfjärilar. Inga underarter finns listade i Catalogue of Life.